# 白雪公主 (1937年電影)
是一部於1937年上映的美國動畫音樂奇幻電影，該片由華特·迪士尼製作，雷电华电影發行。改編自格林兄弟1812年的德國童話《白雪公主》。該片由大衛·韓德監製，並由珀西·皮爾斯、威廉·考特雷爾、拉里·莫雷、威爾斐德·傑克遜和本·夏普斯廷等多位導演共同執導，該片是美國首部動畫長片，也是首部賽璐珞技術動畫長片。
該片於1937年12月21日在加利福尼亞州洛杉磯的卡瑟伊圓環劇院首映，並於1938年2月4日正式在美國上映。雖然業界對其前景曾存疑，但上映後獲得巨大成功，以150萬美元的製作成本，在全球首輪放映期間便賺取超過800萬美元，成為1938年最賣座的電影，並短暫保持有聲電影最高票房紀錄，亦是55年間票房最高的動畫電影。該片的影響力使其在影院多次重映，直至1990年代發行家用影碟。按通貨膨脹調整後，該片仍是北美影史票房前十的作品，調整後的總票房高達22.97億美元，全球調整後票房亦位居動畫電影榜首。
作為動畫電影的開創性作品，該片不僅奠定了童話改編與技術革新的基礎，更成為動畫產業的重要里程碑，被譽為影史最偉大的電影之一，並開啟了美國動畫黃金時代。迪士尼對童話的詮釋產生深遠影響，促成大型遊樂設施、電子遊戲、百老匯音樂劇，以及2025年的真人電影。該片在1938年第11屆奧斯卡金像獎上獲最佳音樂獎提名，次年，華特·迪士尼獲頒榮譽奧斯卡獎，由秀兰·邓波儿頒發。
1989年，美國國會圖書館將該片評為「具有文化、歷史與美學意義」，並選入首批25部納入國家影片登記表的電影之一。美國電影學會將其列為AFI百年百大電影之一，並在2008年評選為AFI十大類型十大佳片。

## 劇情大綱
白雪公主仍然是嬰兒的時候，母后去世，父王再娶。然而，她的繼母后是一名惡毒女巫。繼母后擁有一面能夠回答她問題的魔鏡。每天，繼母后都會問魔鏡：『魔鏡，魔鏡，在國土上，誰是最美?』只要魔鏡回答繼母后是最美的，白雪公主就倖免於難；然而繼母后同時擔心白雪公主的美貌有朝一天會優越自己，於是命她以女傭的裝束負責替其每天為城堡進行清潔；直至一天，魔鏡回答繼母后國土上還有一位比她更美的女子時，終於燃起了她巨大的怒火。魔鏡道：『她的嘴唇鮮紅如玫瑰，頭髮烏黑如檀木，皮膚純白如雪花。』繼母后終於知道欲將白雪公主置於死地，於是命獵人攜白雪公主到一片翠綠的草地上採花，然後把她殺掉，為使證據確鑿，繼母更要求獵人把白雪公主的心臟挖出來並放進盒子內交給她。然而，獵人見白雪公主如此美麗而無法下手將她殺害，告訴她只要繼母后未能奪白雪公主命，就絕對不會罷休，逐命她往樹林去逃走，更敦促她永遠不要回來。
白雪公主在樹林遇見眾動物，在牠們的幫助下，白雪公主找到了茅屋（七個小矮人之家）。基於七個小矮人忙於工作，白雪公主見他們的家亂七八糟，估計他們大概是沒有媽媽，於是決定留下來當他們的媽媽，替他們打掃房子。隨後當白雪公主勞碌完一整天，步上房間去休息，見到七張床，每一張的刻印著名字，包括：萬事通，愛生氣，開心果，瞌睡蟲，害羞鬼，噴嚏精與糊塗蛋；白雪公主快要累死了，就此躺下來睡香了。
七個小矮人回家後，驚見每一扇窗都有燈光，以為有妖怪闖進去，直至揭開被子看到白雪公主後，一切誤會統統化解，七個小矮人舉辦一個聯歡舞會歡迎白雪公主成為家庭的一份子。
在堡壘，繼母后站在魔鏡面前告知它獵人已經把白雪公主的死亡證據交了給她，魔鏡卻告訴她白雪公主仍然在世，並居住在七個小矮人的茅屋家裡，她手持的只是豬的心臟。繼母后被騙，氣憤難當逐走到地窖展開向白雪公主復仇的計劃。她進行實驗泡製了一種魔藥讓自己化身成為一名老婦人，更製作了一個毒蘋果，給白雪公主吃，讓她永久處於死亡型態的睡眠狀態，更讓七個小矮人以為她真的死了而會把她活埋；（要解除魔咒（脫離死亡型式的睡眠狀態），只有真正的愛情初吻方能做到），繼母后不認為這步驟對她構成阻礙與威脅，於是獨自一人去到茅屋，趁著七個小矮人到礦場工作時向她下手。在繼母后前往七個小矮人的茅屋路途上，跟隨在她頭上有兩隻大禿鷹（埋下死亡的伏筆），牠們會飛到樹上看著一重重將被揭開的序幕......
動物們看見繼母后從蘋果籃中拿出蘋果，認定白雪公主處於危險狀態。眼見情況不妙，牠們一窩蜂啄走繼母后及其手持的蘋果，卻反而被白雪公主驅趕。繼母后想出一個辦法，她假扮患上心臟病，成功騙了白雪公主。白雪公主扶她進入茅屋休息，並盛水給她喝，繼母后趁著她不為意之時，繼續手持毒蘋果，臉上掛著一副老奸巨猾的表情，動物們認為事態嚴重，逐跑到礦場通知七個小矮人，回去拯救白雪公主。
只可惜的是，白雪公主在動物們離開的時候，咬了一口繼母后給她的毒蘋果，隨之而後倒地。繼母后眼見實況後，知道奸計得逞而開心不已。正當她準備回到她的城堡時卻巧遇上狂風暴雨並看見七個小矮人與眾動物迎面趕過來，於是朝陡峭高危的懸崖逃走。七個小矮人鍥而不捨的跟隨者繼母后走到懸崖的頂峰。繼母后站在懸崖的頂峰卻不幸遭一道強大閃電擊中而墜崖身亡；七個小矮人返回茅屋經為時已晚......
七個小矮人驚見白雪公主處於一個似死亡的睡眠狀態，又束手無策。七個小矮人不忍心將貌美如花的白雪公主埋葬；他們用玻璃與黃金設計了一副靈柩，日以繼夜又夜以繼日地在旁邊守護著她。一年後，有位英俊瀟灑的佛羅里安王子事前與逃亡前的白雪公主彼此一見鍾情，他驚悉白雪公主的死訊也同道趕過來走到她的靈柩前，悲傷的對白雪公主獻上道別的一吻。但這一吻卻意外地令白雪公主醒了過來，原來佛羅里安王子對他的初吻終於把繼母后的魔咒成功解除了。七個小矮人見白雪公主醒過來後，欣然翩翩起舞，最後佛羅里安王子抱著白雪公主，把她放上馬鞍，與七個小矮人道別後，跟隨佛羅里安王子前往他的城堡。從此以後，白雪公主與佛羅里安王子過著幸福快樂美滿的生活。

## 配音員
| 配音                | 配音                | 配音                | 配音                | 角色                                                          |
| 英语                | 国语                | 粤语                | 普通话              | 角色                                                          |
| ------------------- | ------------------- | ------------------- | ------------------- | ------------------------------------------------------------- |
| 阿德里亞娜·卡塞洛蒂 | 李直平 陳秀珠（唱） | 林司聰 徐慧（唱）   | 吴晓蕾 陳秀珠（唱） | 白雪公主“白雪”（Snow White）                                  |
| 露西兒·拉弗恩       | 王景平              | 譚淑英              | 刘秀云              | 格林海德皇后/巫婆：皇后（Queen Grimhilde / Witch: The Queen） |
| 亨利·史托克維爾     | 姜先誠 謝文德（唱） | 劉昭文 張偉文（唱） | 姜广涛 謝文德（唱） | 佛羅里安王子（The Prince Florian）                            |
| 羅伊·阿特維爾       | 孫德成              | 盧國雄 陶贊新（唱） | 白马 孫德成（唱）   | 萬事通（Doc）                                                 |
| 平圖·克爾維吉       | 楊少文              | 羅君左 梁灼彬（唱） | 高增志 楊少文（唱） | 愛生氣（Grumpy）                                              |
| 平圖·克爾維吉       | 姜先誠              | 葉振邦 梁灼彬（唱） | 张瑶函 姜先誠（唱） | 瞌睡蟲（Sleepy）                                              |
| 奧提斯·哈蘭         | 徐健春              | 何文江 張偉文（唱） | 王凯 徐健春（唱）   | 開心果（Happy）                                               |
| 史考蒂·馬特拉       | 沈光平              | 吳錦源              | 张云明 沈光平（唱） | 害羞鬼（Bashful）                                             |
| 比利·蓋伯特         | 佟紹宗              | 甄錦華 黃偉年（唱） | 郭政建 佟紹宗（唱） | 噴嚏精（Sneezy）                                              |
| 艾迪·考林斯         | 使用原音            | 使用原音            | 使用原音            | 糊塗蛋（Dopey）                                               |
| 蒙羅迪·奧森         | 沈光平              | 盧國雄              | 姜广涛              | 魔鏡（Magic Mirror）                                          |
| 史圖瓦特·布齊漢     | 洪明                | 陸頌愚              |                     | 獵人（The Huntsman）                                          |

## 主題歌曲

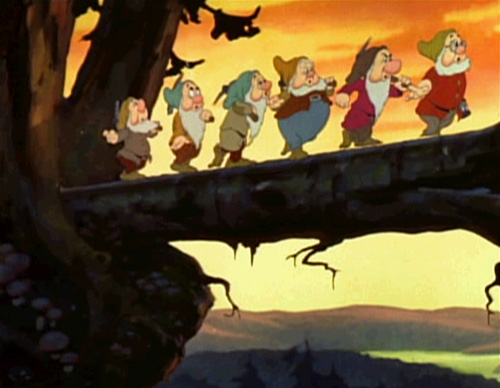
七個小矮人在唱 "Heigh-Ho"。由沙姆斯·庫爾漢製作。

為電影而製作的主題曲中，有兩首小矮人之歌未收錄在內：《Music in Your Soup》和《You're Never Too Old to Be Young》（被《The Silly Song》替代）。
| 版本 | 版本                                                               | 版本                                                         |
| 美国 | 臺灣                                                               | 香港                                                         |
| --- | ------------------------------------------------------------------ | ------------------------------------------------------------ |
| I'm Wishing 演唱：阿德里亞娜·卡塞洛蒂 亨利·史托克維爾                                                      | 許願井 演唱：陳秀珠 謝文德                                         | 願望井 演唱：徐惠 張偉文                                     |
| One Song 演唱：亨利·史托克維爾                                                                             | 給你的歌 演唱：謝文德                                              | 一首給你的歌 演唱：張偉文                                    |
| One Song (Reprise) 演唱：阿德里亞娜·卡塞洛蒂                                                               | 給你的歌 (重奏) 演唱：陳秀珠                                       | 一首給你的歌 (重奏) 演唱：徐惠                               |
| With a Smile and a Song 演唱：阿德里亞娜·卡塞洛蒂                                                          | 開心唱首歌 演唱：陳秀珠                                            | 歡笑伴這歌 演唱：徐惠                                        |
| Whistle While You Work 演唱：阿德里亞娜·卡塞洛蒂                                                           | 吹口哨來做工 演唱：陳秀珠                                          | 歌聲中添鼓舞 演唱：徐惠                                      |
| Dig Dig Dig 演唱：羅伊·阿特維爾 平圖·克爾維吉 奧提斯·哈蘭 史考蒂·馬特拉 比利·蓋伯特                        | 挖挖挖 演唱：孫德成 楊少文 姜先誠 徐健春 沈光平 佟紹宗             | 用力掘 演唱：陶贊新 梁灼彬 張偉文 吳錦源 黃偉年              |
| Heigh-Ho 演唱：羅伊·阿特維爾 平圖·克爾維吉 奧提斯·哈蘭 史考蒂·馬特拉 比利·蓋伯特                           | 一天工作結束 演唱：孫德成 楊少文 姜先誠 徐健春 沈光平 佟紹宗       | 放工歸家上路 演唱：陶贊新 梁灼彬 張偉文 吳錦源 黃偉年        |
| Heigh-Ho (Reprise) 演唱：羅伊·阿特維爾 平圖·克爾維吉 奧提斯·哈蘭 史考蒂·馬特拉 比利·蓋伯特                 | 一天工作結束(重奏) 演唱：孫德成 楊少文 姜先誠 徐健春 沈光平 佟紹宗 | 放工歸家上路 (重奏) 演唱：陶贊新 梁灼彬 張偉文 吳錦源 黃偉年 |
| The Dwarfs' Washing Song 演唱：羅伊·阿特維爾 平圖·克爾維吉 奧提斯·哈蘭 史考蒂·馬特拉 比利·蓋伯特           | 洗手歌 演唱：孫德成 楊少文 姜先誠 徐健春 沈光平 佟紹宗             | 清潔歌 演唱：陶贊新 梁灼彬 張偉文 吳錦源 黃偉年              |
| The Silly Song 演唱：阿德里亞娜·卡塞洛蒂 羅伊·阿特維爾 平圖·克爾維吉 奧提斯·哈蘭 史考蒂·馬特拉 比利·蓋伯特 | 矮人之歌 演唱：陳秀珠 孫德成 楊少文 姜先誠 徐健春 沈光平 佟紹宗    | 瘋癲歌 演唱：徐惠 陶贊新 梁灼彬 張偉文 吳錦源 黃偉年         |
| Someday My Prince Will Come 演唱：阿德里亞娜·卡塞洛蒂                                                      | 有天王子來到 演唱：陳秀珠                                          | 有天王子回來 演唱：徐惠                                      |
| Someday My Prince Will Come (Reprise) 演唱：阿德里亞娜·卡塞洛蒂                                            | 有天王子來到(重奏) 演唱：陳秀珠                                    | 有天王子回來 (重奏) 演唱：徐惠                               |
| One Song (Finale) 演唱：亨利·史托克維爾                                                                    | 給你的歌 (终曲) 演唱：謝文德                                       | 一首給你的歌 (终曲) 演唱：張偉文                             |
| Someday My Prince Will Come (Finale) 演唱：Choir                                                           | 有天王子來到(終曲) 演唱：Choir                                     | 有天王子回來 (终曲) 演唱：Choir                              |

## 製作
《白雪公主》的開發始於1934年初，1934年6月，華特·迪士尼宣布製作他的第一部長片，由迪士尼製片公司發行給《紐約時報》。同年的一個晚上，迪士尼向他的工作人員演繹了《白雪公主》的整個故事，並宣佈這部電影將作為長篇電影製作。
在《白雪公主》之前，迪士尼工作室主要參與製作《米老鼠》和《傻傻交響曲》系列的短篇電影。迪士尼希望通過進軍特色電影來擴大其工作室的聲望和收入，並估計《白雪公主》的製作預算為25萬美元;這是《傻傻交響曲》普通預算的十倍。
《白雪公主》是電影史上第一部傳統動畫長片，因此華特·迪士尼不得不為製作這部電影而奮鬥。他的兄弟和商業夥伴洛伊·迪士尼和他的妻子莉蓮·迪士尼都試圖說服他離開這部電影 ，好萊塢電影業在製作過程中嘲笑這部電影是「迪士尼的愚蠢」。為了資助這部電影的製作，他不得不抵押自己的房子，最終總成本為1，488，422.74美元，這是1937年一部故事片的巨額資金。中途，迪士尼需要25萬美元的貸款才能完成這部電影。迪士尼為美國銀行的約瑟夫·羅森伯格進行了粗略的剪輯，他在放映期間一動不動地坐著。然後羅森伯格轉向憂心忡忡的迪士尼說，「華特，那東西會賺一大筆錢」。，並批准了這筆貸款。

### 故事發展
1934年8月9日，特約撰稿人理查·克里登編寫了二十一頁題為“白雪公主的建議”的筆記，暗示了主要人物，以及故事的情境和“笑話”。正如迪士尼在專案一開始就說過的那樣，這個故事對他的主要吸引力是七個小矮人，以及他們“怪癖”和“插科打諢”的可能性。迪士尼，克里登，拉裡·莫雷，阿爾伯特·赫特，泰德·西爾斯和平托·科爾維格參加的三個故事會議都以這些主題為主。在這一點上，迪士尼更願意開始實際工作，讓白雪公主發現七個小矮人的小屋。迪士尼從一開始就建議，每個小矮人，他們的名字和個性在原始童話故事中沒有說明，可以有個性。小矮人的名字是從大約五十個潛力中選出的，包括Jumpy，Deafy，Dizzey，Hickey，Wheezy，Baldy，Gabby，Nifty，Sniffy，Swift，Lazy，Puffy，Stuffy，Tubby，Shorty和Burpy。七名決賽選手是通過淘汰過程選出的。矮人的領袖，被要求浮誇，自以為是和笨拙，被命名為 Doc；其他人則因其獨特的性格特徵而得名。然而，在10月份的故事會議結束時，最後七人中只有 Doc、Grumpy、Bashful、Sleepy和 Happy被點名；另外兩個小矮人被命名為Jumpy和“Seventh”，其中一個是个聋子，其中一個很有活力。
除了關注小矮人的性格特徵和喜劇可能性外，克里登從十月會議中寫出的十八頁故事大綱，包括連續不斷的插科打诨，以及皇后試圖用有毒的梳子殺死白雪公主，這是格林兄弟原始故事中的元素。在說服白雪公主使用梳子后，偽裝後的皇后本可以逃走，但矮人及時趕到並把梳子拿走。失敗後，皇后將王子俘虜並帶到她的地牢，在那裡她會來找他（故事草图显示了这个事件与女王和女巫的关系。），用魔法让地牢里的骷髅活过来，讓他們為他跳舞，並将一具骷髏认作“奧斯瓦爾德王子”，這是這種原創故事處理中更幽默氛圍的一個例子。故事说明中写道，皇后只有在她自己的領域，城堡裡才有這樣的魔法力量。由于王子拒绝与她结婚，皇后任由他自生自滅（有一张草图显示王子被困在一个充满水的地下房间里）。当她带着毒苹果前往小矮人的小屋时。森林里的动物们要帮助王子逃离皇后的爪牙，并找到他的马。王子本来要骑马去救白雪公主，但却走错了路（儘管森林裡的動物和他的馬發出警告，但他和白雪公主不同，他無法理解動物的話）。因此，他不会及时赶到从皇后手中救出她，但却能用爱情的初吻来拯救她。这个情节在最后的影片中没有使用，尽管費迪南德·霍瓦斯为地牢中的场景画了许多草图。
这时的故事更具有喜剧性，其他的例子包括建議設立一個「肥胖的、蝙蝠型的、卡通型的、自我滿足的」皇后。王子也更像一个小丑，并以更喜剧的方式为白雪公主唱小夜曲。華特·迪士尼鼓励工作室的所有员工为故事出谋划策，每一个“插曲”都有5美元的奖励；这些插曲包括小矮人第一次见到白雪公主时，鼻子会从床脚冒出来。
迪士尼开始担心这样的喜剧方式会降低角色的可信度，并意识到需要更多的时间来发展皇后，因此在11月6日分发的大纲中建议只关注 “只有白雪公主、小矮人以及他们的鸟类和动物朋友出现的场景”。然而，小矮人的名字和个性仍然「可以改变」。11月16日的一次会议产生了另一个大纲，题为「小矮人发现白雪公主」，其中介绍了Dopey的角色，他最终被证明是最成功的小矮人角色。 在1934年剩下的时间里，迪士尼自己进一步发展了这个故事，他发现在皇后的角色塑造上遇到了困难，他觉得皇后不能再是“肥胖的”和“蝙蝠型的”，而是“庄重的美女型”，这种可能性在之前的故事会议上已经提出来了。迪士尼直到1935年秋天才再次專注於這個專案。人們認為，《愚蠢的交響曲》和《春天的女神》可能對他的工作室為現實主義女孩製作動畫的能力提出了質疑。顯然，那年夏天為期三個月的歐洲之行恢復了他的信心。在這一點上，迪士尼和他的編劇們專注於白雪公主和矮人被介紹給觀眾和彼此的場景。他在1935年11月25日的備忘錄中為參與這部電影的每個人規定了可能的任務，並決定了矮人的個性。
最初，人们认为小矮人将是故事的主要焦点，并为这七个角色写了许多情节。然而，在某一时刻，人们决定故事的主旨是由皇后和白雪公主之间的关系提供的。出於這個原因，電影中的幾個以小矮人為主角的片段被刪掉了。第一段，在被剪掉之前是完整的動畫，展示了Doc和Grumpy爭論白雪公主是否應該和他們在一起。另一段也是完全动画化的，顯示小矮人吵鬧而凌亂地吃湯；白雪公主試圖教他們如何“像紳士一樣”吃東西，但沒有成功。一個部分動畫片段涉及小矮人舉行“小屋會議”，他們試圖為白雪公主想出一份禮物；緊隨其後的是精心製作的“造床情节”，其中小矮人和森林動物為公主建造並雕刻了一張床。這也被剪掉了，因為它被認為會拖慢故事的發展速度。沃德·金博爾他們被移除後感到非常沮喪，以至於考慮離開工作室；然而，迪士尼說服他留下來，在他的下一部電影木偶奇遇記中將金博爾提拔為吉米尼蟋蟀的監督動畫師。

### 動畫
该片设计的主要权威是概念艺术家阿爾伯特·赫特。影片中使用的所有设计，从人物的外表到背景岩石的外观，都必须经过赫特的批准才能最终确定。另外两位概念艺术家——費迪南德·霍瓦特和古斯塔夫·騰格倫——也对《白雪公主》的视觉风格做出了贡献。霍瓦特为這部電影开发了许多黑暗的概念，尽管他开发的许多其他设计最终被迪士尼团队拒绝，因为不如赫特的设计更容易转化为动画。騰格倫被用作色彩造型师，并决定影片中许多场景的舞台和气氛，因为他的风格借鉴了亞瑟·拉克姆和約翰·鮑爾的风格，因此拥有華特·迪士尼所寻求的欧洲插图质量。然而，霍瓦特并没有在影片中获得荣誉。 其他为電影工作的艺术家包括喬·格蘭特，他最重要的贡献是为邪惡皇后的女巫造型设计。
1932年加入迪士尼工作室的動畫師阿特·巴比特邀請了他的七位同事與他在同一個房間工作並和他一起參加他自己在好萊塢山的家中開設的藝術課。雖然沒有老師，但巴比特招募了一名模特，在他和他的動畫師們畫畫時為他們擺姿勢。這些「課程」每周舉行一次。每周，都會有更多的動畫師來。三周后，華特·迪士尼將巴比特叫到他的辦公室，並提出提供將會議轉移到工作室所需的用品，工作空間和模型。巴比特主持了一個月的課程，直到動畫師哈迪·格拉馬特基建議他們招募喬伊納德學院的藝術老師唐納德·W·格雷厄姆。格雷厄姆於1932年11月15日在工作室教授他的第一堂課，幾周後菲力浦·戴克也加入了他的行列。這些課程主要涉及人體解剖學和運動，儘管後來的教學包括動作分析，動物解剖學和表演。
雖然這些課程最初被描述為一場「殘酷的戰鬥」，老师和學生都不熟悉對方的手藝，但双方的热情和精力使课程变得刺激，对所有参与者都有好处。格雷厄姆經常放映迪士尼短片，并与动画师一起对其优点和缺点进行批评。例如，格雷厄姆批評巴比特在《鄉村表親》中飾演老鼠阿布納的動畫是“采取了一些明显的醉酒动作，而没有协调身体的其他部分”，同時稱讚它保持了幽默感，而不會變得“肮髒或刻薄或粗俗”。乡下老鼠总是过得很开心。
迪士尼工作室的動畫師中很少有人接受過藝術訓練（大多數是報紙漫畫家）;其中為數不多的是曾在歐洲受訓的格里姆·納特威克，這位動畫師在為弗萊舍工作室設計和製作貝蒂娃娃方面的成功表明瞭對人類女性解剖學的理解，當華特·迪士尼聘請納特威克時，他幾乎完全被賦予了女性角色的動畫。試圖為《春天女神》的女主角珀耳塞福涅製作動畫，但基本上沒有成功。納特威克在《饼干嘉年华》中的女主角制作的动画显示出更大的前景，这位动画师最终被赋予为白雪公主本人制作动画的任务。虽然拍摄了白雪公主、王子和皇后的实景镜头作为动画师的参考，但艺术家们的动画师不赞成轉描機技術，认为它阻碍了有效漫画的制作。尽管如此，上述所有的角色都被他们各自的艺术家完全旋转和利用，有些多，有些少。然而，尽管格雷厄姆和纳特维克反对，白雪公主和王子的一些场景还是直接从实拍的镜头中描摹出来。
事实证明，在白雪公主和皇后的脸上添加颜色很困难。最终，他们找到了一种有效的红色染料，用一小块棉花包着一支小费铅笔。海倫·奧格是墨水部门的一名员工，也是一名动画师，她决定使用动画中使用的相同系统。这种方法非常耗时，以至于它再也没有以同样的规模使用。在《木偶奇遇记》和《幻想曲》中也有少量使用，但在奥格1941年离开工作室后，没有其他人具有同样的技能可以取代她。
工作室新的多平面攝影機在許多序列中都給人一種立體感，並且還用於在女王變身女巫的場景中產生旋轉效果。

### 音樂
《白雪公主》中的歌曲由弗蘭克·邱吉爾和拉里·莫雷創作。保羅·J·史密斯和利·哈林創作了附帶的配樂。電影中的著名歌曲包括“Heigh-Ho”，“Someday My Prince Will Come”和“Whistle While You Work”。由於迪士尼當時沒有自己的音樂出版公司，因此音樂和歌曲的出版權通過伯恩公司音樂出版商管理，該公司繼續擁有這些權利。在後來的幾年裡，工作室能夠從他們的許多其他電影中奪回音樂版權，但不是白雪公主。《白雪公主》成為第一部擁有原聲帶專輯的美國電影，與故事片一起發行。在《白雪公主》之前，電影原聲帶錄音是聞所未聞的，對電影製片廠來說也沒什麼價值。

### 電影影響
在这个时候，迪士尼还鼓励他的员工去看各种电影。这些电影从主流的，如米高梅的《罗密欧与朱丽叶》（1936年）--迪士尼在一次故事会上直接提到了白雪公主躺在玻璃棺材里的场景—到更隐晦的，包括欧洲无声电影。《白雪公主》以及随后的两部迪士尼电影也受到了《不死殭屍—恐慄交響曲》（1922年）和《卡里加里博士的小屋》（1920年）等德国表现主义电影的影响，这两部电影都是迪士尼向其员工推荐的。这种影响在白雪公主逃离森林和王后变成女巫的场景中尤为明显。后者的场景也受到了《化身博士》（1931年）的启发，迪士尼在故事会议上特别提到了这一点。

## 發行

### 首映
《白雪公主》於1937年12月21日在卡薩圭圓形劇院首映。電影放映結束後，現場觀眾熱烈鼓掌，當中包括朱迪·加蘭、瑪蓮娜·迪特利希和查尔斯·劳顿等人。六天後，華特·迪士尼與七個小矮人一同登上了《時代雜誌》的封面。三週後，電影在1938年1月於紐約市的无线电城音乐厅和邁阿密的影院上映，強勁的票房銷售促使雷电华电影將其推出普遍上映，並於2月4日正式公映。《白雪公主》取得巨大的票房成功，並且打破了之前艾爾·喬遜的《歌唱的傻瓜》（1928年）所創下的紀錄，成為當時最成功的有聲電影。然而，它的這一位置很快被《亂世佳人》於1939年取代。
《白雪公主》在海外同樣受到熱烈歡迎。該片於1938年2月24日在倫敦首映，巧合的是，這正是查爾斯·勞頓首次擔任製片人的電影《憤怒之舟》上映的同一天，這也導致後者的票房表現不佳。1938年9月，《綜藝》報導稱，該片在澳洲悉尼的票房表現異常長久，並指出「華特·迪士尼的《白雪公主》在悉尼影院已經放映了11週，且還將繼續放映。」該報導還提到，《白雪公主》在其他國際城市的放映期更長，例如在倫敦，該片的票房收入甚至超過了它在紐約廣播城市音樂廳獨家放映時的收入：
《白雪公主》（雷电华）目前已在倫敦新畫廊放映第27週，並將繼續放映至倫敦的常規上映日期，即北倫敦為9月19日，南倫敦為9月26日。據說該片的放映將持續到聖誕節。報導指出，該片的票房已超過50萬美元，突破了廣播城市五週放映的50萬美元紀錄。
根據雷电华的資料，《白雪公主》在其首次上映的國際票房總收入為7,846,000美元，為雷电华帶來了38萬美元的利潤。

### 重映
《白雪公主》首次於1944年進行重映，目的是為了在第二次世界大戰期間為迪士尼工作室籌集資金。這次重映開創了每隔幾年就會重映迪士尼動畫長片的傳統，而《白雪公主》也於1952年、1958年、1967年、1975年、1983年、1987年和1993年先後重映。1987年為該片50周年紀念，迪士尼出版了其中一本經授權的故事小說，該書由兒童作家蘇珊·韋恩所寫。
1993年，《白雪公主》成為第一部完全數位掃描、處理並重新錄製回膠片的電影。這一修復項目全部以4K解析度和10位色彩深度進行，並使用Cineon系統（紅、綠、藍每種顏色各10位，共30位）數字化去除污垢和刮痕。
至今，《白雪公主》在其首次上映和幾次重映後的總票房收入已達4.18億美元。經過通脹調整後，並考慮到後續的重映，該片仍然位列美國電影票房收入的前十名，並且是最高票房的動畫片。
作為迪士尼100周年紀念的一部分，該片於2023年8月4日在英國影院進行了為期一週的重映。

### 批判性評價
《白雪公主》獲得了極大的評價成功，許多影評人稱其為一部真正的藝術作品，並推薦給兒童和成人觀眾。雖然影史上常提到人類角色的動畫曾受到批評，但近來的學術研究發現，當時的評論家反而讚揚了劇中人類角色動畫的現實風格，並有幾位評論家指出，觀眾已經忘記自己在觀看動畫中的人類角色，而非真實的人類。《紐約時報》的法蘭克·紐根特認為：「迪士尼先生和他的技術團隊已經超越了自己。這部電影完全符合期望，它是一部經典，無論在電影藝術性上還是像《一個國家的誕生》或米老鼠的誕生一樣，都具有同等重要性。這樣的電影以前從未做過；而現在我們已經無禮地要求再來一場。」
《綜藝》雜誌指出：「這部電影的幻象如此完美，浪漫與幻想如此溫柔，某些片段的情感如此強烈，當角色的表演達到與人類演員同等的真摯程度時，這部電影接近真正的偉大。」《哈里森報告》則寫道，《白雪公主》是『一部每個人都應該享受的娛樂片。聰明的成人將對其製作過程中的機械創意感到驚奇；而且這確實值得驚奇，因為有時候角色似乎栩栩如生。這一切都是由於動作、音樂和對話的專業同步。』
在第11届奥斯卡金像奖上，該片獲得了奧斯卡榮譽獎授予華特·迪士尼，表彰他在螢幕創新方面的卓越貢獻，迪士尼獲得了一座全尺寸的奧斯卡小金人獎盃和七個迷你金獎，由時年10歲的童星秀兰·邓波儿頒發給他。該片還獲得了最佳音樂配樂獎的提名。其中〈Some Day My Prince Will Come〉這首歌曲已成為爵士经典曲，並由眾多藝術家演繹，包括巴迪·瑞奇、李·懷利、奥斯卡·彼得森、弗蘭克·丘奇爾，以及奧利弗·瓊斯；此外，它還成為了邁爾士·戴維斯、溫頓·凱利和亞歷克西斯·科爾等人的專輯名稱。
謝爾蓋·愛森斯坦和查理·卓别林等著名電影人也讚揚了《白雪公主》作為電影的顯著成就；愛森斯坦甚至將其稱為有史以來最偉大的電影。該片還激發了米高梅公司製作自己的奇幻電影《綠野仙蹤》，該片於1939年上映。

### 重新評估與行業認可

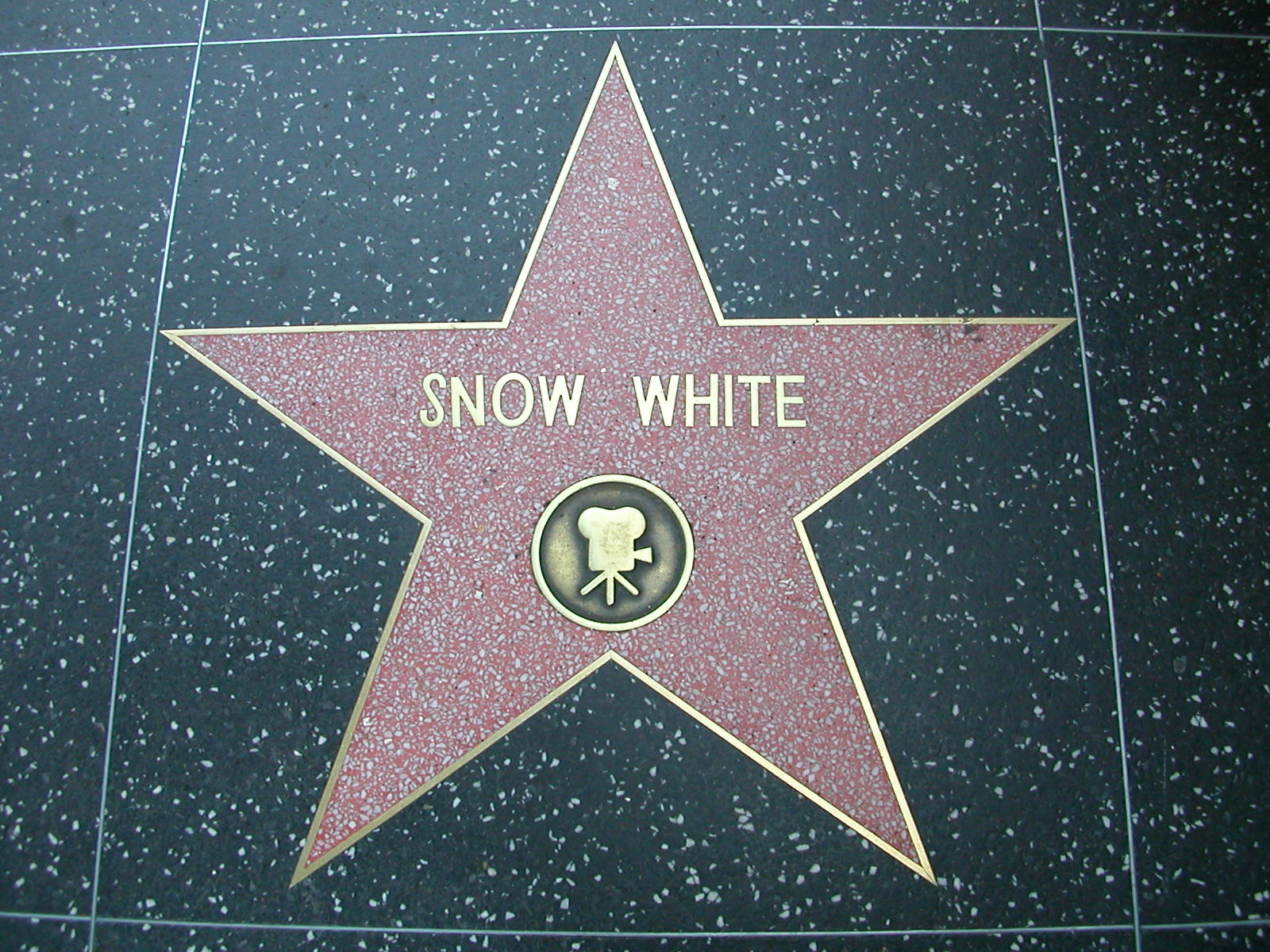
好萊塢星光大道上的白雪公主之星。

《白雪公主》被許多影評人認為是史上最偉大的動畫電影之一。《滾石》雜誌將其列為史上最偉大的動畫電影第四名，稱其為「改變動畫未來的電影」。《時代》雜誌將該片排為史上第十三大動畫電影。《哈珀時尚》將其評為史上最佳動畫電影，認為它是開創一切的作品。
根据評論匯總网站爛番茄汇总的126篇评论文章，97%的评论家给予该作正面评价，平均打分为8.9分（满分10分）。该网站总结的评论家共识是“憑藉引人入勝的故事和角色、充滿活力的藝術風格以及難忘的歌曲，《白雪公主》為未來幾十年的動畫設立了標準。”
在Metacritic上，16位影評人共給予了96分的分數（滿分100分），這部電影獲得了「一致好評」。。
1987年，《白雪公主》被納入好萊塢星光大道，成為唯一一位獲得此榮譽的迪士尼公主。
美國電影學會（AFI）是由美國國家藝術基金會創立的獨立非營利機構，負責每年頒發獎項並發布電影排行榜，旨在表彰電影製作上的卓越成就。AFI 100年系列（1998至2008年）創立了不同類別的美國最佳電影榜單，這些榜單的選擇是由超過1500位藝術家、學者、影評人和歷史學家組成的評選團體選出的。電影能夠進入這些榜單，是基於其隨時間流逝的受歡迎程度、歷史意義和文化影響力。《白雪公主》被評選進入了多個AFI榜單，包括以下幾項：
- AFI百年百大電影 – 第49名[66]
- AFI百年百大电影（十週年紀念版） – 第34名[67]
- AFI十大動畫佳片 – 第一名[68]
- AFI百年百大英雄與反派 – 女王（第10名反派）[69]
- AFI百年百大电影歌曲 – “Some Day My Prince Will Come”（第19名）[70]

## 影響
隨著電影的發行，許多以《白雪公主》為主題的商品開始銷售，包括帽子、玩偶、花園種子和玻璃杯等。這些商品的銷售額達到了800萬美元，按通脹計算相當於超過1億美元。電影的知識產權也被拓展至多種媒介，涵蓋了百老匯音樂劇、電子遊戲和主題公園遊樂設施。
《白雪公主》的成功促使迪士尼繼續推出更多的長篇電影製作。華特·迪士尼利用《白雪公主》獲得的利潤來資助在伯班克建造一個新工作室，該工作室至今仍是迪士尼影業的所在地。在短短兩年內，該工作室完成了《木偶奇遇記》和《幻想曲》的製作，並開始製作如《小飞象》、《小鹿斑比》、《愛麗絲夢遊仙境》等電影。
該片的版權於1965年獲得續期，作為1937年的已發表作品，它將於2033年1月1日進入美國公共領域。

### 漫畫
《歡樂交響曲》周日漫畫連載於1937年12月12日至1938年4月24日間，進行了為期四個月的《白雪公主》改編。漫畫由梅里爾·德·馬里斯編寫，漢克·波特和鮑勃·格蘭特繪製。這一改編後來多次以漫畫書形式重新出版，最近一次是在1995年。
迪士尼漫畫的官方意大利出版商阿诺尔多·蒙达多利出版社曾根據這部電影製作多部漫畫續集。第一部故事於1939年發表。

### 主題公園
在迪士尼樂園，《白雪公主》的故事成為受歡迎的主題公園遊樂設施。從1955年開始，名為「白雪公主的魔法冒險」的遊樂設施成為開幕日的景點之一，並在東京迪士尼樂園和巴黎迪士尼樂園中也有所設置。2012年至2014年間，華特迪士尼世界度假區的神奇王國擴建了奇幻樂園，其中《白雪公主的魔法冒險》被改建為公主故事宮殿，白雪公主與其他公主們在這裡與遊客見面。2013年奇幻樂園的擴建中，新增了七個小矮人礦山列車過山車。

### 電子遊戲
- 2001年，迪士尼推出基於《白雪公主》的Game Boy Color遊戲[83]。
- 白雪公主還出現於PlayStation 2遊戲《王國之心》中，作為七位傳說中的心之公主之一。基於電影的遊戲世界「矮人森林」則出現在PSP遊戲《王國之心 夢中降生》中。[84][85]
- 2013年發行的免費移動遊戲《白雪公主：女王回歸》（也稱為《七個小矮人：女王的回歸》）[86]是一個非官方的電影續集，故事中女王在電影高潮部分墜落後倖存並恢復年輕形態，對白雪公主和小矮人們及整個森林施下詛咒[87]。
- 電子遊戲《迪士尼魔法王國（英语：Disney Magic Kingdoms）》中登場的角色包括白雪公主、七個小矮人、女王和王子查寧，他們都是可玩角色。此外，遊戲還包括魔鏡、七個小矮人的小屋、七個小矮人礦山列車和《白雪公主的魔法冒險》等景點[88][89]。

### 音樂劇
《白雪公主》是迪士尼首部在紐約舞台上製作的音樂劇。由瑪麗·喬·薩勒諾扮演白雪公主的迪士尼製作《白雪公主》（電視名為《白雪公主現場！》）於1979年10月18日至11月18日，以及1980年1月11日至3月9日，在無線電城市音樂廳上演，共進行了106場演出。
新創作的四首歌曲的音樂由傑伊·布萊克頓創作，歌詞則由喬·庫克負責。演出後發行了由Buena Vista唱片公司製作的原聲大碟。

### 取消的前傳
在2000年代，迪士尼卡通工作室開始開發一部名為《七個小矮人》的電腦動畫前傳。導演邁克·迪薩和編劇埃文·斯皮裏奧托普洛斯提出了一個解釋七個小矮人是如何相遇，以及邪惡皇后如何殺害白雪公主的父親並奪取王位的故事。根據迪薩的說法，迪士尼卡通工作室的管理層後來將前傳的情節改為聚焦於糊塗蛋在目睹母親死亡後失去聲音的原因。在迪士尼於2006年收購皮克斯动画工作室後，約翰·拉薩特成為迪士尼卡通工作室的新創意總監，並取消了此部電影的製作。

### 展覽
名為《白雪公主：經典創作》（Snow White and the Seven Dwarfs: The Creation of a Classic）的幕後展覽於2012年11月15日至2013年4月14日間在华特迪士尼家族博物馆舉行。這次活動紀念電影75周年，並展示了超過200件概念藝術和動畫作品。展覽還詳細介紹了電影的製作歷程、發行過程及其多年來獲得的全球認可。
兩本配套書籍《最美的她：華特·迪士尼的《白雪公主》製作》和《白雪公主：華特·迪士尼經典動畫電影的藝術與創作》由J·B·考夫曼編寫，並於2012年10月16日由沃頓·歐文（Weldon Owen）出版。

### 真人改編
2016年10月，迪士尼宣布將製作一部《白雪公主》的真人版電影。劇本將由埃琳·克雷西達·威爾遜編寫，而班傑·帕塞克和賈斯汀·保羅將為該項目編寫新歌。2019年，马克·韦布簽約擔任導演。原定於2020年3月在溫哥華開拍，但因COVID-19疫情，拍攝推遲至2020年夏季或秋季。
2021年6月22日，瑞秋·曾格勒被選中飾演白雪公主，製作計劃於2022年開始。拍攝於2022年3月在英國開始。根據《Deadline Hollywood》報導，2021年11月3日，蓋兒·加朵正在進行最後的談判飾演女王。同月，有報導稱葛莉塔·葛薇參與了該片劇本的最新工作。2022年1月12日，《好萊塢報導》報導稱，安德魯·伯納普將飾演一個未具名的「男主角」角色，並非王子或獵人。。
彼特·丁拉基批評迪士尼，指責其「偽善」——一方面為選擇拉丁裔演員飾演白雪公主而「自豪」，另一方面卻在拍攝一部有關「七個小矮人住在洞穴裡」的電影。在丁拉基的批評後，迪士尼宣布該片將用未具名的「魔法生物」取代小矮人角色。電影將命名為《白雪公主》。
2022年3月，電影拍攝場地位於派恩伍德影城（Pinewood Studios）發生火災，導致拍攝延誤。拍攝於當年7月完成。2023年10月，迪士尼公布了電影的首度預覽圖片，證實電影中將會有七個小矮人。額外拍攝和重拍於2024年6月進行。電影於2025年3月21日上映。

## 影音產品
1994年10月28日，《白雪公主》首次在美國發行家庭影音產品，並作為《華特·迪士尼經典名作集》的首部作品推出，包括VHS和激光影碟兩種格式。每種格式都提供兩個版本，其中包括豪華版。豪華版除了收錄電影本篇，還附帶了多項附加特典，如製作過程紀錄片、華特·迪士尼的檔案訪談、刪剪場景、精裝書和原始海報的複製版。到1995年，這部電影已經售出了2400萬個家庭影音單位，並創下了4.3億美元的收入。截至2002年，該片在美國的家庭影音銷售量達到2510萬單位。
2001年10月9日，電影首次以DVD形式發行，成為迪士尼「白金典藏版」系列的首部作品，並包含了兩張光碟，收錄了數位修復的電影版本、由安潔拉·蘭斯貝瑞解說的製作紀錄片、約翰·卡尼梅克的音頻解說，還有華特·迪士尼的檔案音頻片段。該版本還獲得了THX認證，並附帶遊戲、卡拉OK和其他附加功能。該片在24小時內創下了100萬套銷售的紀錄。同年11月27日，VHS版本也隨之推出。兩個版本都在2002年1月31日返回迪士尼金庫。截至2001年，該片從票房和家庭影音收入中總共賺取了11億美元。
2009年10月6日，《白雪公主》以藍光LED形式發行，成為迪士尼「鑽石典藏版」系列的首部作品，並於2009年11月24日推出了新的DVD版本。藍光碟包含了來自Lowry Digital的新修復版本的高清電影、電影的DVD副本，以及一些未在2001年DVD中出現的附加功能。此套裝於2011年4月30日回收至迪士尼金庫。
2016年2月2日，迪士尼影業再次發行《白雪公主》，此次以藍光和DVD形式推出，作為「華特·迪士尼經典收藏」系列的首部作品。數位高清版本於2016年1月19日推出，並包含附加特典。
2023年，為了慶祝華特·迪士尼公司成立100週年，電影經過全新4K修復後於10月10日以超高畫質藍光光碟形式發行，這也讓它成為首部以該格式發行的長篇動畫電影。這一新的修復版本是由迪士尼修復與保存團隊及華特迪士尼動畫工作室的主要成員，包括埃里克·戈德堡、邁克爾·吉亞莫、多蘿西·麥金和鮑勃·巴格利等人通過數年的努力，從原始的35mm Technicolor膠片底片中掃描修復而成，這些成員也參與了1950年《仙履奇緣》的4K修復工作。

### 其他
- 中文版DVD已经分别由台湾博偉、香港洲立发行，中国大陆由中录德加拉发行VCD。
- 电影原声带由滚石在台灣及中國大陆发行後，艾迴在台湾再度发行。
- 2009年，中国大陆CCTV6重新进行一次配音。
- 瑞士和奧地利的第一部德語配音[132]於1938年春天在阿姆斯特丹的Cinetone Studios製作。在這個德語版本中，幾位逃離德國的演員為角色配音，其中包括說話並演唱白雪公主的霍坦斯·拉基（英语：Hortense Raky）。魔鏡由庫爾特·傑倫（英语：Kurt Gerron）配音，他寫了劇本，並且與荷蘭語版本一樣，指導了配音[133]，而女王則由多拉·格森（英语：Dora Gerson）執導，她和她的全家都在奧斯威辛集中營被謀殺，在這個版本中，其中一位矮人由演員奧托·瓦爾堡配音，他於1933年逃離德國，並於1944年在奧斯威辛集中營被謀殺。目前尚不清楚配音版本是否在戰前在奧地利公開放映。1948年6月25日，這部電影在戰後首次透過大西洋電影發行公司在維也納放映。德國首演於1950年10月24日在科隆舉行，從1938年開始由德國美因河畔法蘭克福的雷電華電影發行配音。1957年12月，首次配音最後一次在德國由慕尼黑Herzog Filmverleih經銷商。

## 趣聞
多年來，白馬王子是一直沒有本名，並在中文區常與仙履奇緣的王子混淆，直到21世紀，迪士尼才為本劇的白馬王子正名為Prince Florian（佛羅里安王子）。
另外，名叫糊塗蛋（Dopey）的小矮人在劇中沒有說過任何一句台詞。
七個小矮人後來在1943年，給予參與二戰的士兵觀看的健康教育卡通The Winged Scourge，教導如何預防瘧疾。

### 書目
- Barrier, Michael. . Oxford University Press. 1999. ISBN 978-0-1980-2079-0.
- Barrier, Michael. . University of California Press. 2007. ISBN 978-0-5202-5619-4.
- Behlmer, Rudy. . Frederick Ungar Publishing Company（英语：Frederick Ungar Publishing Company）. 1982. ISBN 978-0-8044-2036-5.
- Canemaker, John. . New York: Hyperion. 1996. ISBN 0-7868-6152-5.
- Canemaker, John. . Disney Publishing Worldwide（英语：Disney Publishing Worldwide）]. 2001. ISBN 978-0-7868-6496-6.
- Dakin, Glenn; Saxon, Victoria. . DK Publishing（英语：DK (publisher）. 2020. ISBN 978-0-7440-3483-7.
- Finch, Christopher. . New York: Abrams Books（英语：Abrams Books）. 2004. ISBN 978-0-8109-4964-5.
- Gabler, Neal. . Vintage Books. 2006. ISBN 978-0-6797-5747-4.
- Ghez, Didier. . Chronicle Books（英语：Chronicle Books）. 2016. ISBN 978-1-4521-5860-0.
- 史丹利·格林（英语：Stanley Green (historian)）.  2nd. Hal Leonard Corporation（英语：Hal Leonard Corporation）. 1999. ISBN 0-634-00765-3.
- Holliss, Richard; Sibley, Brian. . Hyperion. 1994. ISBN 978-0-7868-6133-0.
- Kaufman, J. B. . Weldon Owen. 2012a. ISBN 978-1-6162-8437-4.
- Kaufman, J. B. . Weldon Owen. 2012b. ISBN 978-1-61628-438-1.
- Koenig, David. . Bonaventure Press. 1997. ISBN 978-0-9640-6051-7.
- Krause, Martin; Witowski, Linda. . Disney Editions. 1994. ISBN 978-0-7868-6144-6.
- Maltin, Leonard. . Disney Editions. 1995. ISBN 978-0-7868-8527-5.
- Scott, Kevin. . BearManor Media. 2022. ISBN 979-8-88-771008-2.
- Thomas, Bob. . Hyperion Press. 1994. ISBN 0-7868-6027-8.
- Thomas, Bob. . Disney Editions. 1997. ISBN 978-0-7868-6241-2.
- Thomas, Frank; Johnston, Ollie. . Disney Editions. 1993. ISBN 978-1-5628-2792-2.
- Thomas, Frank; Johnston, Ollie. . New York: Hyperion. 1981. ISBN 0-7868-6070-7.